# Deinotherium bozasi
Deinotherium bozasi és una espècie extinta de mamífer herbívor semblant als elefants actuals. Era un contemporani de l'australopitec. Feia entre 3,5 i 4 m d'alçada a l'espatlla i tenia uns grans ullals corbats cap avall. Se suposa que eren utilitzats per arrancar l'escorça dels troncs d'arbres, que formava la seva dieta juntament amb les fulles. El nom Deinotherium significa "bèstia terrible". Visqué entre el Miocè i el Plistocè. Els científics estimen que tenia una massa corporal de prop de 14 tones, cosa que en faria el segon mamífer terrestre més gros de tots els temps, només per darrere del paracerateri (aprox. 15 tones).